# Walkerville (Ontario)
Pour les articles homonymes, voir Walkerville.
Walkerville est une ancienne ville de l'Ontario, au Canada. Elle a été fondée par Hiram Walker (en), créateur et fabricant du whisky Canadian Club. Walker l'a conçue comme une « ville modèle » (appelée à l'origine Walker's Town) qui devait faire l'envie de la région et du continent. Il a fondé une distillerie sur la rivière Détroit et a développé son activité en cultivant des céréales, en moulant de la farine et en élevant du bétail et des porcs. Plus tard, la ville a soutenu d'autres industries importantes, notamment la fabrication automobile. Elle a été rattachée à Windsor le 1er juillet 1935, et en forme aujourd'hui un quartier.

## Images

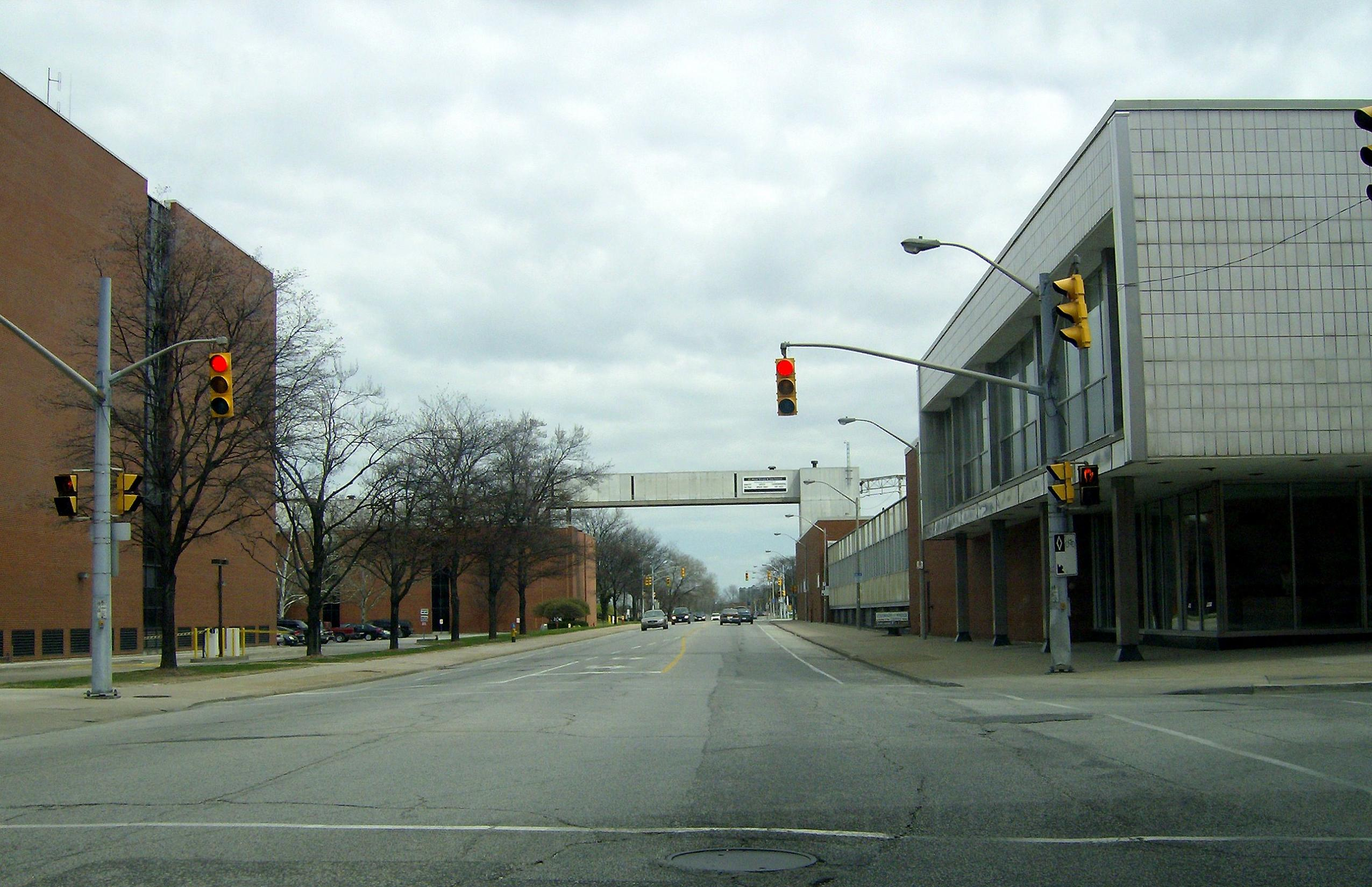
le carrefour de Riverside et de Walker Road, où se trouve toujours la distillerie.
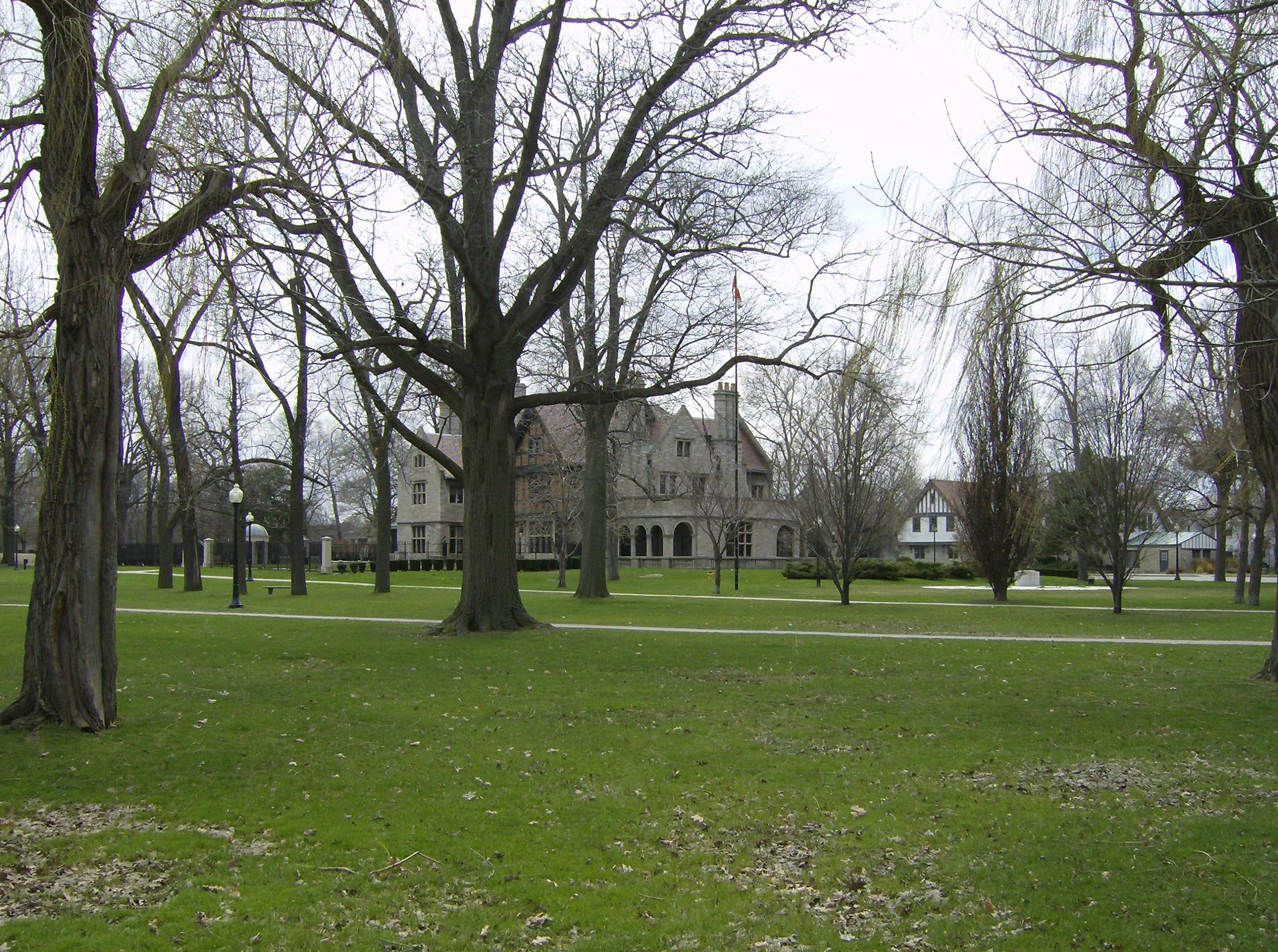
Willistead Manor, construit par E. Chandler Walker, et aujourd'hui un parc de la ville.
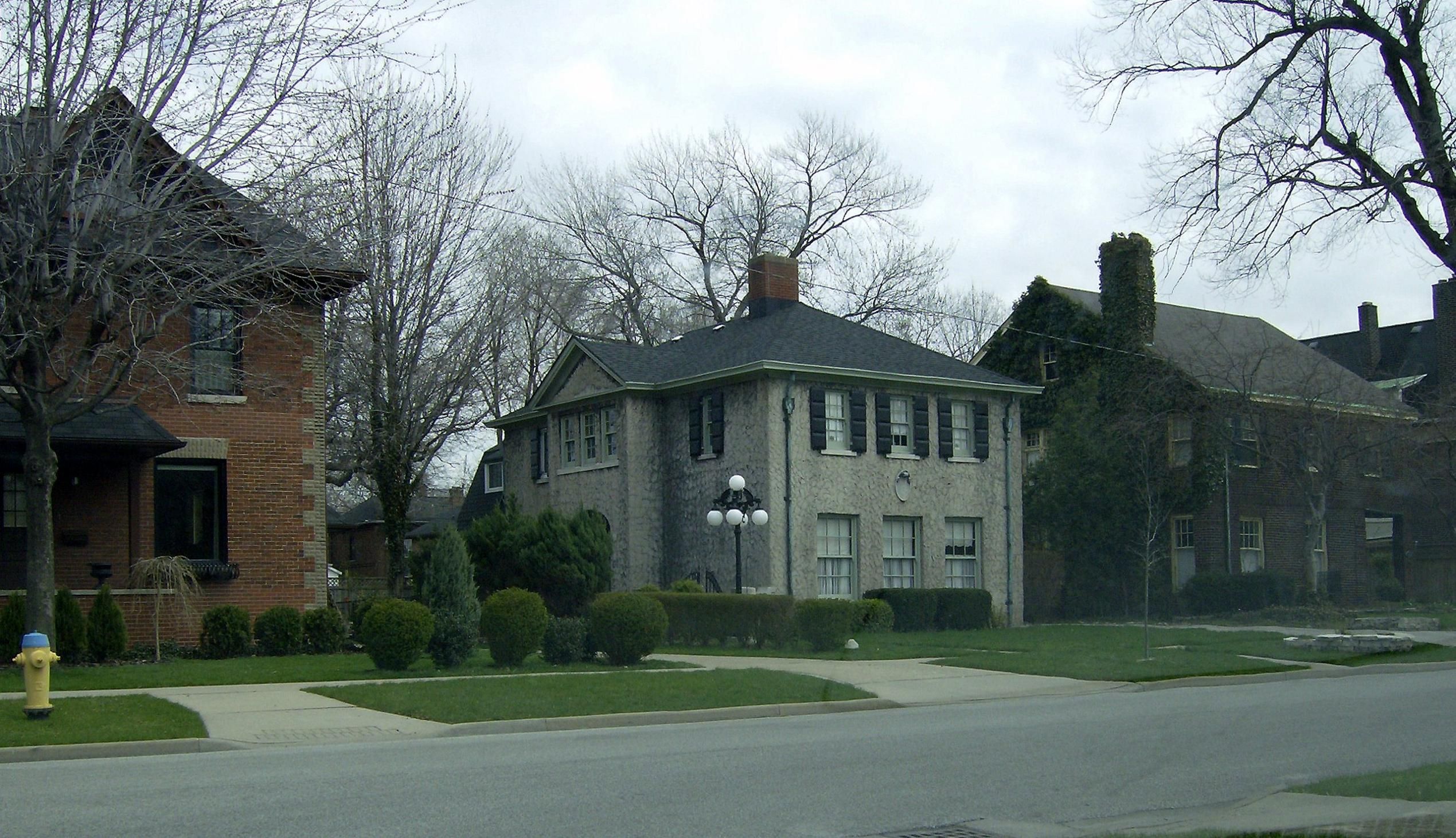
Maisons à Walkerville.
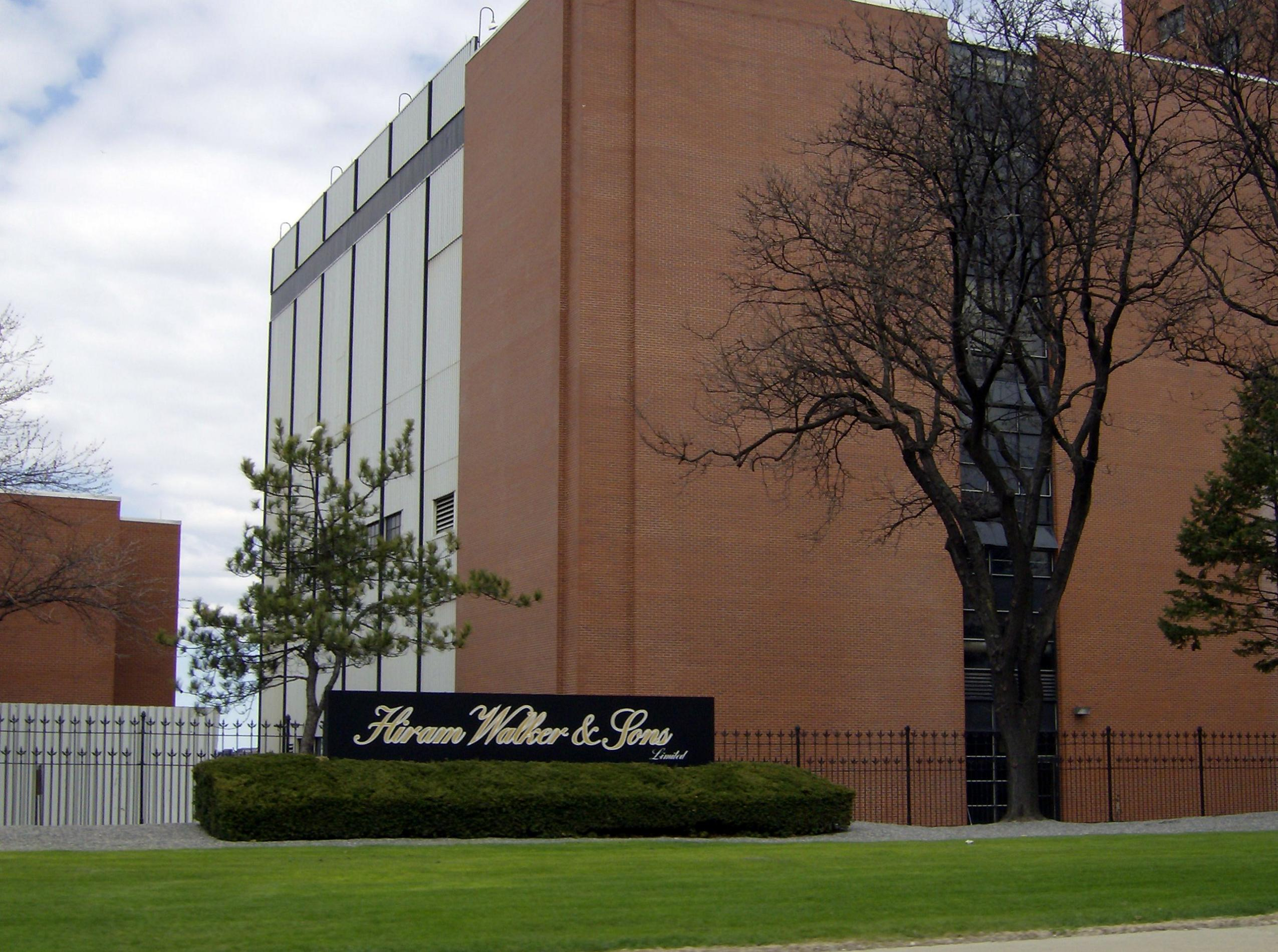
La distillery d'Hiram Walker.